# (3496) Arieso
(3496) Arieso es un asteroide perteneciente al grupo de los asteroides que cruzan la órbita de Marte descubierto el 5 de septiembre de 1977 por Hans-Emil Schuster desde el Observatorio de La Silla, Chile.

## Designación y nombre
Arieso fue designado al principio como 1977 RC.
Más tarde, en 1987, se nombró con las iniciales del Astronomisches Rechen-Institut y del European Southern Observatory.

## Características orbitales
Arieso orbita a una distancia media de 2,713 ua del Sol, pudiendo acercarse hasta 1,47 ua y alejarse hasta 3,957 ua. Tiene una excentricidad de 0,4582 y una inclinación orbital de 29,71 grados. Emplea 1633 días en completar una órbita alrededor del Sol.

## Características físicas
La magnitud absoluta de Arieso es 15,3 y el periodo de rotación de 2,862 horas.